# ناحیه بیسمارک، میشیگان
ناحیه بیسمارک (به انگلیسی: Bismarck Township) یک منطقهٔ مسکونی در ایالات متحده آمریکا است که در Presque Isle County واقع شده‌است.
 ناحیه بیسمارک ۱۸۱٫۰ کیلومتر مربع مساحت و ۴۰۸ نفر جمعیت دارد و ۲۶۷ متر بالاتر از سطح دریا واقع شده‌است.